# 中井久三
中井 久三（なかい きゅうぞう、1882年（明治15年）11月 - 没年不詳）は、日本の内務官僚。

## 経歴
宮城県出身。1911年（明治44年）、東京帝国大学法科大学英法科を卒業。栃木県那須郡書記、同上都賀郡長、同下都賀郡長、群馬県理事官、青森県理事官、和歌山県書記官・学務部長、大分県書記官・学務部長、栃木県書記官・学務部長、石川県書記官・学務部長を歴任した。
退官後の1933年（昭和8年）より宇都宮市助役を務めた。